# 삼성 갤럭시 코어 세이프
삼성 갤럭시 코어 세이프는 삼성전자에서 판매하는 보급형 스마트폰이다. 대한민국 기준 모델명은 SHW-M580D이다. 